# Wassersport Hannover-Linden
Wassersport Hannover-Linden (kurz zumeist Waspo oder Waspo Hannover) war ein Schwimmsportverein aus Hannover, der durch seine Erfolge im Wasserball bekannt war und 1993 deutscher Meister wurde. Der Klub fusionierte am 31. Oktober 2012 mit dem SV Wasserfreunde 1898 Hannover zum neuen Verein Wassersportfreunde von 1898 Hannover (Waspo 98).

## Historie und sportliche Erfolge
Der Verein wurde 1913 als eine Abspaltung des Arbeiterschwimmvereins Aegir Hannover-Linden (heute SV Aegir 09 Hannover-Ricklingen) gegründet und war in den hannoverschen Stadtteilen Linden und Limmer beheimatet. Seit 1925 residierte der jetzt Freier Wassersport Hannover-Linden genannte Klub in der Nähe des Leineabstiegskanals im Volksbad Limmer, das von den Vereinsmitgliedern in einer alten Kiesgrube errichtet worden war. Der Verein war Mitglied in dem bis 1933 existierenden Arbeiter-Turn- und Sportbund und wurde hier 1932 Bundessieger im Wasserball.
Der Klub konnte nach dem Zweiten Weltkrieg als Wassersport Hannover-Linden wiedergegründet werden; zudem wurde das Volksbad Limmer in seiner heute bekannten Form im Jahre 1950 wiedereröffnet. Der bald auch überregional zumeist in seiner Kurzform als Waspo bekannte Stadtteilklub entwickelte sich Mitte der 1970er Jahre zum führenden Wasserballverein Niedersachsens bzw. Norddeutschlands. Unter dem langjährigen Trainer Hartmut Nikoleyczik gelang der Männermannschaft des Klubs im Jahre 1974, zwischenzeitlich für ein Jahrzehnt eine Sparte im örtlichen Kneipp-Verein, der Aufstieg in die damals zweigeteilte Wasserball-Bundesliga.
Waspo wurde Ende der 1980er Jahre zu einem der führenden deutschen Wasserball-Klubs und stand zwischen 1991 und 2002 sechsmal im Endspiel um die deutsche Meisterschaft. 1993 wurde der Klub unter Trainer Bernd Seidensticker Deutscher Wasserballmeister durch einen 2:1-Gesamterfolg in der Finalserie gegen SSF Delphin Wuppertal. 1998 und 2003 folgte der zweimalige Gewinn des Deutschen Wasserball-Pokals (DSV-Pokal), 1998 und 2000 ging zudem der nationale Supercup an den Klub.
Die Wasserballmannschaften des Klubs gingen im Jahre 2003 als SG W98/Waspo Hannover eine Spielgemeinschaft mit dem langjährigen Rivalen Wasserfreunde 98 Hannover ein. Im Oktober 2012 folgte dann die endgültige Fusion beider Vereine, aus der mit gut 2.000 Mitgliedern der größte Schwimmverein Niedersachsens und Norddeutschlands entstanden ist.